# Mocsáry Sándor
Mocsáry Sándor (Nagyvárad, 1841. szeptember 27. – Budapest, 1915. december 26.) magyar zoológus, entomológus, az MTA levelező tagja, a Ferenc József-rend tisztikeresztese. Zoológiai szakmunkákban nevének rövidítése: „Mocsáry”.

## Családja, tanulmányai
Nagyváradi gimnáziumi évei után 1859-től a jászóvári premontrei rendbe lépett. Az érettségit 1860-ban Rozsnyón tette le. Hosszú ideig tartó betegsége (TBC) miatt nem tett fogadalmat. 1862-ben kilépett a rendből és szülővárosában jogi tanulmányokat folytatott, majd Bécsben a természettudományi szakot végezte el. Mocsáry Béla író unokatestvére volt.

## Pályafutása
1870. április 27-én a Magyar Nemzeti Múzeum újonnan létrehozott Állattárában kapott segédi státuszt, Frivaldszky János és Karl János mellett kezdett dolgozni, 1882-től kapott segédőri, majd 1910-től igazgatóőri kinevezést. 1914. június 1-jén, nyugdíjazásakor kapta meg az osztályigazgató címet. A Hártyásszárnyúak gyűjteményét ő hozta létre.

## Munkássága
17 évig folyamatosan gyűjtött az ország területén, de különösen Bihar vármegye faunája érdekelte, kiváltképp a hártyásszárnyúak rendjével foglalkozott. Számos új fajt talált és írt le.
A Magyar Természettudományi Múzeum Állattárának Hártyásszárnyúak (Hymenoptera)  gyűjteményében található gyűjtéseinek nagy számú eredménye. Több mint 650 fémdarázs-fajt írt le. Bogarakat is gyűjtött és értékes anyagot szedett össze a Delibláti-homokpusztán, Szlavóniában és Erdélyben egyaránt.
“… az ő lankadatlan buzgalmával sikerült elérnie, hogy a Magyar Nemzeti Múzeum darázs- méh és hangya gyűjteménye most már a világ legnagyobb természetrajzi múzeumainak hasonnemű gyűjteményeivel mind gazdagságra, mind tudományos értékre nézve bátran vetekedhetik, sőt egyes részeiben azokat jóval felül is múlja.” (Csiki Ernő, 1916)

## Tudományos egyesületi, társasági tagsága
- Az Országos Rovartani Társaság tb. tagja volt.
- A Szentpétervári Rovartani Társaság tiszteleti tagja volt.
- Választmányi tagja és egyik jegyzője volt a magyar orvosok és természetvizsgálók vándorgyűlésének.

## Díjai, elismerései
- 1884-től a Magyar Tudományos Akadémia levelező tagja
- 1882-ben elnyerte a Magyar Tudományos Akadémia Vitéz-díját fémdarázs monográfiájáért
- Tiszteletére a tudósok 1 nemet és több mint 50 rovarfajt neveztek el. (A "Mocsarya" növényevő darázs genust F. W. Konow 1897-ben állította fel. "Mocsayi" alakban 50-nél több rovarfaj neve viseli családi nevét.)
- 1900. április 4-én királyi tanácsosi címet nyert a tudományosság terén szerzett érdemeiért
- 1910-ben elnyerte a Ferenc József-rend tiszti keresztjét.

## Művei (vázlat)
- Természetrajzi szemelvények. Értekezések az állat- és növénytan köréből. Nagyvárad, 1868. (Podhráczky Ferenccel együtt).
- A magyar fauna másnejű darázsai. Heterogynidae faunae Hungaricae. Budapest, 1880. (Mathematikai és Természettudományi Közlemények XVIII. Az első monográfia hazánkban a hártyásszárnyú rovarokról).
- A magyar fauna fémdarázsai. Chrysididae faunae Hungaricae. Budapest, 1882. Két táblával.
- Literatura Hymenopterorum. Budapest, 1882. (A hártyásszárnyú rovarok világirodalma. Klny. a Természetrajzi Füzetekből.
- Európai és másföldi új hártyaröptűek. Budapest, 1883. (Értekezések a természettudomány köréből, XIII. 11.).
- Földünk fémdarázsainak magánrajza. Monographia Chrysidarum orbis terrarum universi. Budapest, 1889. (Két táblával, 733 fajnak a leírása, az előszón kívül latinul van írva. Tízévi tanulmányainak eredménye. Ismertetése: Budapesti Szemle LXI.). A magyar akadémia III-ik osztályának külön kiadványa.
- A magyar birodalom állatvilága. Fauna regni Hungariae. Hymenoptera. Magyarország ezeréves fennállásának emlékére kiadta a magyar természettudományi társulat. Budapest, 1897.
- A magyar birodalom állatvilága. Fauna regni Hungariae. Neuroptera et Pseudo-Neuroptera. Budapest, 1899.
- Emlékbeszéd Xántus János levelező tagról. Budapest, 1899. (Emlékbeszédek IX. 9. sz.).

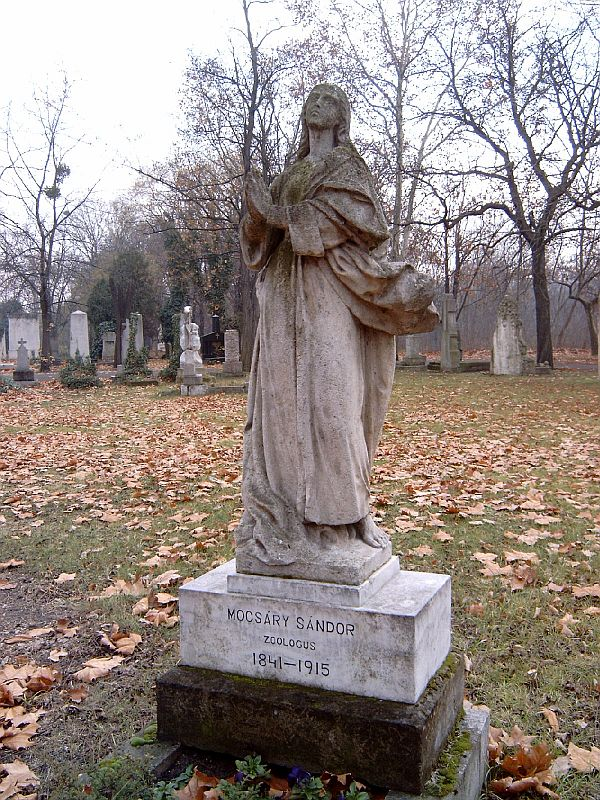
Mocsáry Sándor sírja a budapesti Kerepesi temetőben (29/1-1-28). Gerenday-cég kivitelezésében.

Több mint 200 értekezése, cikke a következő folyóiratokban és hírlapokban jelent meg:
- Magyar orvosok és természetvizsgálók Munkálatai, 1870.
- A biharmegyei orvos-gyógyszerész és természettudományi egylet Évkönyvei, 1871.
- Mathematikai és Természettudományi Közlemények, 1872-1883
- Nagyvárad, 1874-1875
- A nagy-szebeni Verhandlungen, 1874.
- Fővárosi Lapok, 1875-1877
- Természettudományi Közlöny, 1875-1901
- Természettudományi Szemle, 1875-1876
- A Természet, 1876-1878,
- Vasárnapi Ujság, 1876.
- Orvos-természettudományi Szemle, 1876.
- Budapesti Bazár, 1876.
- Természetrajzi Füzetek, 1877-1902
- Petites nouvelles Entomologiques, Paris 1877-1889
- Tijdschrift voor Entomologie, Sgravenshage 1877-78.
- Rovartani Lapok, 1884-1913.
- Annales Historico-Naturales Musei Nationalis Hungarici, 1903-1914.
- Archívum Zoologicum, 1909.